# Anolis festae
Anolis festae är en ödleart som beskrevs av  Mario Giacinto Peracca 1904. Anolis festae ingår i släktet anolisar, och familjen Polychrotidae. IUCN kategoriserar arten globalt som livskraftig. Inga underarter finns listade i Catalogue of Life.